# Rayville (Louisiane)
Rayville est une ville de la paroisse de Richland, dans l'État de Louisiane, aux États-Unis,. Elle est le siège de la paroisse de Richland. En 2020, elle compte une population de 3 695 habitants.

## Démographie
Lors du recensement de 2010, la ville comptait une population de 3 695 habitants, tandis qu'en 2020, elle s'élève à 3 347 habitants.